# Čestice, Strakonice
Čestice là một chợ huyện thuộc huyện Strakonice, vùng Jihočeský, Cộng hòa Séc.